# Svetla Mitkova-Sınırtaş
Svetla Ivanova Mitkova-Sınırtaş (in bulgaro Светла Иванова Миткова-Sınırtaş?; Medovo, 17 giugno 1964) è un'ex pesista e discobola bulgara naturalizzata turca, medaglia di bronzo ai mondiali di Göteborg 1995 nel getto del peso.
Dal 4 maggio 1999 ha acquisito la cittadinanza turca.

## Palmarès
| Anno | Manifestazione | Sede       | Evento           | Risultato | Misura  | Note |
| ---- | -------------- | ---------- | ---------------- | --------- | ------- | ---- |
| 1983 | Mondiali       | Helsinki   | Lancio del disco | 10ª       | 62,06 m |      |
| 1986 | Europei        | Stoccarda  | Getto del peso   | 12ª       | 18,35 m |      |
| 1986 | Europei        | Stoccarda  | Lancio del disco | 5ª        | 63,98 m |      |
| 1987 | Mondiali       | Roma       | Getto del peso   | 9ª        | 19,37 m |      |
| 1987 | Mondiali       | Roma       | Lancio del disco | 5ª        | 66,58 m |      |
| 1988 | Europei indoor | Budapest   | Getto del peso   | 4º        | 20,07 m |      |
| 1988 | Olimpiadi      | Seul       | Getto del peso   | 10ª       | 19,09 m |      |
| 1988 | Olimpiadi      | Seul       | Lancio del disco | 4º        | 69,14 m |      |
| 1991 | Mondiali       | Tokyo      | Getto del peso   | 10ª       | 18,34 m |      |
| 1992 | Europei indoor | Genova     | Getto del peso   | Argento   | 20,06 m |      |
| 1992 | Olimpiadi      | Barcellona | Getto del peso   | 6ª        | 19,23 m |      |
| 1993 | Mondiali       | Stoccarda  | Getto del peso   | 10ª       | 18,91 m |      |
| 1993 | Mondiali       | Stoccarda  | Lancio del disco | 13ª       | 61,18 m |      |
| 1994 | Europei indoor | Parigi     | Getto del peso   | Bronzo    | 19,09 m |      |
| 1994 | Europei        | Helsinki   | Getto del peso   | Bronzo    | 19,49 m |      |
| 1995 | Mondiali       | Göteborg   | Getto del peso   | Bronzo    | 19,56 m |      |
| 1996 | Olimpiadi      | Atlanta    | Getto del peso   | 18ª       | 17,48 m |      |
| 1997 | Mondiali       | Atene      | Getto del peso   | 9ª        | 17,75 m |      |
| 1999 | Mondiali       | Siviglia   | Getto del peso   | 24ª       | 16,40 m |      |